# Universidad de Wuppertal
La Universidad de Wuppertal ( en alemán: Universität Wuppertal ) es una universidad pública alemana con sede en la ciudad de Wuppertal, en el estado de Renania del Norte-Westfalia. Su nombre completo es Bergische Universität Wuppertal (BUW) y fue fundada en 1972. En 2014 contaba con unos 20.000 estudiantes aproximadamente, matriculados en una amplia gama de asignaturas en un total de siete facultades.

## Organización
- División A: humanidades y estudios culturales.
- División B: Escuela de Negocios y Economía Schumpeter.
- División C: matemáticas y ciencias naturales.
- División D: arquitectura, ingeniería civil, ingeniería mecánica y seguridad.
- División E: ingeniería eléctrica, tecnología de la información y de los medios.
- División F: diseño y arte.
- División G: educación y ciencias sociales.

## Campus
El edificio principal de la Universidad de Wuppertal está situado en el barrio de Elberfeld, en Grifflenberg. La universidad cuenta actualmente con tres campus:
- Campus Grifflenberg (campus principal), en Elberfeld.
- Campus Freudenberg, en Elberfeld.
- Campus Haspel, en Unterbarmen.

Los tres campus albergan partes de la unificada Biblioteca Universitaria de Wuppertal; la biblioteca principal en el Campus Grifflenberg alberga cinco bibliotecas específicas.
Entre 2004 y 2010, la Universidad de Wuppertal albergó el segundo superordenador de una universidad alemana. ALiCEnext, una supercomputadora diseñada como un clúster que constaba de 512 de los llamados "blades". ALiCEnext se utilizó en el campo de la física de partículas elementales, la informática aplicada, la física de astropartículas y la física experimental de altas energías.

## Profesores destacados
La universidad emplea a más de 250 profesores (en 2014). Entre las personalidades destacadas que han impartido docencia en Wuppertal se encuentran:
- Bazon Brock, experto en arte
- Gerd Faltings, matemático
- Jürgen Gerlach, ingeniero
- Klaus Held, filósofo
- Lev Kopelev, escritor e historiador
- Karl-Heinz Petzinka, arquitecto
- Dieter Vieweger, arqueólogo
- Paul JJ Welfens, economista

## Alumnos destacados
- Christian Boros, coleccionista de arte
- Godela Habel, pintora
- Walter Heidenfels, diseñador industrial

## Clasificaciones
Según el Times Higher Education World University Rankings de 2024, la institución se encuentra dentro del rango 501-600 a nivel mundial, lo que la ubica entre el puesto 42 y el 45 a nivel nacional.  El Ranking Académico de Universidades del Mundo 2023 (ARWU) sitúa a la universidad en el rango 801-900 a escala mundial, correspondiente a un rango nacional entre el 43.º y el 45.º. 
En 2016, CWUR clasificó a la Universidad de Wuppertal como la 909.ª mejor universidad, dentro de su lista de las 1000 mejores universidades internacionales.  En 2017, ascendió al puesto 844 en la misma lista. 